# CASA III
El CASA III fue un avión utilitario monomotor y biplaza, construido por la compañía española Construcciones Aeronáuticas S.A. (CASA) a finales de los años 1920. Realizó su primer vuelo el 2 de julio de 1929.

## Diseño y desarrollo
En 1929, usando la experiencia de la producción de aeronaves bajo licencia, la compañía construyó el CASA III. Fue diseñado originalmente como un monoplano de bombardeo ligero para la Aeronáutica Naval de la Armada Española, pero como sus prestaciones eran pobres, los prototipos fueron usados como aviones de turismo, acabando como entrenadores en la Escuela Aérea Naval de Pollensa.
El CASA III era un monoplano de ala en parasol con fuselaje de tubo de acero recubierto de tela. Tenía dos cabinas abiertas en tándem y tren de aterrizaje convencional fijo de vía ancha, con patín de cola. Las alas estaban articuladas por el larguero trasero y podían plegarse para el almenaje o el transporte.
El prototipo de matrícula M-CAGG voló por primera vez el 2 de julio de 1929 y estaba propulsado por un motor de pistón Cirrus III de 90 hp. En pocas semanas, el avión participó en una carrera aérea entre Madrid y Burgos, y el 25 de diciembre de 1929, se convirtió en el primer avión ligero en aterrizar en las Islas Canarias. El segundo avión fue equipado con un motor Isotta Fraschini Asso 80A de 100 hp, pero no fue un éxito. En 1930, tres CASA III participaron en la Aerial Tour of Europe de 1930, pero solo dos compitieron realmente, el prototipo que se retiró con el tren de aterrizaje roto, y el tercer avión (M-CMAM) propulsado por un de Havilland Gipsy I, que llegó demasiado tarde para la salida, aunque completó el recorrido. Se construyeron un total de nueve aviones, todos con diferentes motores, incluyendo los motores radiales de Havilland Gipsy III y Elizalde A6. El último avión construido fue entregado a la Armada Española.

## Historia operacional
Durante la guerra civil española, los restantes CASA III fueron operados por las Fuerzas Republicanas y ninguno sobrevivió a la contienda.

## Operadores
España
- Aviación Militar Española
- Aeronáutica Naval

 España
- Fuerzas Aéreas de la República Española

## Especificaciones

### Características generales
- Tripulación: 2.
- Longitud: 7,5 m.
- Envergadura: 11,6 m.
- Altura: 2,5 m.
- Superficie alar: 18 m2.
- Peso vacío: 480 kg.
- Peso máximo: 800 kg.
- Planta motriz: 1 motor de cuatro cilindros Havilland Gipsy I de 71 kW (95 CV) con hélice bipala de madera y paso fijo.

### Rendimiento
- Velocidad máxima: 200 km/h.

- Velocidad mínima: 68 km/h.
- Alcance: 1,000 km.
- Techo de vuelo: 4,500 m.
- Tiempo hasta los 1.000 m: 5 minutos 40 segundos.

- Carga alar: 44 kg/m2.
- Potencia/peso: 0,09341 kW/kg.

### Aeronaves similares
- BFW M.23
- Breda Ba.15
- Caudron C.190
- Klemm Kl 25
- de Havilland DH.60 Moth
- Junkers A50

### Secuencias de designación
- Aeronaves construidas por CASA: III - 1.131 - 1.133 - 2.111 →

### Listas relacionadas
- Anexo:Aeronaves históricas del Ejército del Aire de España